# Drimys confertiflora
Drimys confertiflora är en tvåhjärtbladig växtart som beskrevs av Rodolfo Amando Philippi. Drimys confertiflora ingår i släktet Drimys och familjen Winteraceae. Inga underarter finns listade.